# 白髮魔女 (電視劇)
《白髮魔女》（英語：Romance of the White Haired Maiden）是台湾电视公司根據梁羽生武侠小說《白髮魔女传》改編而拍攝製作的武俠电视剧，此劇1999年在台视首播，在中国大陆的剧名又叫《一代俠女》、《白髮俠女》，主演蒋勤勤、张智霖、林芳兵、陈俊生、张恒、顾宝明。

## 演员表
- 蒋勤勤 饰 练霓裳
- 张智霖 饰 卓一航
- 林芳兵 饰 红花鬼母
- 陈俊生 饰 慕容冲
- 张恒 饰 孟秋霞
- 顾宝明 饰 萧笑
- 张琴 饰 妙回春
- 张洛君 饰 王照希
- 李蕙瑛 饰 铁珊瑚
- 冯光荣 饰 土豆
- 耿咏 饰 毒娘子
- 周绍栋 饰 魏忠贤
- 王伯昭 饰 明光宗
- 于佳卉 饰 何萼华
- 刘克勉 饰 耿绍南
- 刘乃艺 饰 青松道长
- 龙冠吾 饰 白石道人
- 白晟利 饰 陈魁
- 杨雄 饰 铁飞龙
- 尹铁光 饰 紫阳道长
- 张岩 饰 铁蛋
- 周国栋 饰 李豹
- 王建国 饰 李天阳
- 尤国栋 饰 应修阳
- 白晟利 饰 孟灿
- 杨雄 饰 郑洪台
- 高亮 饰 朱常洵
- 杨扬 饰 郑贵妃
- 陈姿伊 饰 鬼娃
- 林凌 饰 鬼婆婆
- 徐鸣 饰 袁崇焕
- 章苏国 饰 卓仲廉
- 徐鸣 饰 卓继贤
- 尤国栋 饰 霍天都
- 王建国 饰 晦明

## 外部連結
- 白髮魔女 新浪网